# Siegfried Berisch
Siegfried Berisch (* 15. Januar 1877 in Boskowitz, Mähren, Österreich-Ungarn; † 4. Oktober 1933 in Wien) war ein österreichisch-mährischer Schauspieler beim deutschen Theater und Film.

## Leben und Wirken
Siegfried Berisch begann seine Bühnenlaufbahn wohl kurz vor Jahrhundertwende und kam frühzeitig nach Berlin, wo er in der ausgehenden Kaiserzeit an kleinen Revuebühnen wie dem Folies Caprice (erstmals nachgewiesen in der Spielzeit 1908/09) auftrat. In der Spätphase des Ersten Weltkriegs wirkte er am Central- und Metropoltheater seines Bruders Emil Berisch. In Komödien und Revuen der deutschen Reichshauptstadt wie Das hat die Welt noch nicht geseh’n erlangte der Künstler, körperlich von sehr schmächtiger Statur, seine größten Erfolge; so auch 1925/26 unter Erik Charells Leitung am Großen Schauspielhaus, 1926/27 an den Saltenburg-Bühnen Heinz Saltenburgs und von 1928 bis 1930 am Lustspielhaus. Zu Beginn der 1930er Jahre gehörte Berisch zwei Spielzeiten lang der Komischen Oper Berlin an, sein letztes Engagement führte ihn in der Spielzeit 1932/33 an das Theater in der Behrenstraße. Anschließend erhielt der jüdische Schauspieler und Sänger kein Angebot mehr.
Bereits kurz vor dem Ersten Weltkrieg stieß Siegfried Berisch zum deutschen Film, für den ihn Oskar Messter gewinnen konnte. Vor der Kamera verkörperte Berisch in einer Fülle von nicht allzu bedeutenden Unterhaltungsproduktionen zunächst tragende Rollen, später jedoch immer häufiger Parts von zunehmend chargenhafter Größe. Dabei umfasste die Rollenpalette eine große Bandbreite, vom Korpsdiener in Ein toller Einfall, einem Verteidiger in Sie und die Drei und einem Feuerwehrhauptmann in Der bekannte Unbekannte über einen Spieler in Die Königin des Weltbades und einen Tierhändler in Sensations-Prozeß bis zu einem Gauner in Kehre zurück! Alles vergeben!, einen Theateragent in Der Liebesarzt und einen Pensionsgast in Hilfe! Überfall!. Bisweilen nutzte man seinen Namen auch zu einem hintersinnigen Wortspiel, das nicht jeder gleich durchschaute: In einer Pressekritik zu Fräulein Lausbub heißt es etwa über den jüdischen Interpreten: „Der witzigste Einfall: Siegfried Berisch als Stallmeister Arisch; leider verschwindet er, ehe er sich arischer bzw. berischer entfalten kann.“
Siegfried Berisch blieb bis kurz vor seinem Tode bühnen- und filmaktiv, dann erzwang die Machtübernahme durch die Nationalsozialisten im Januar 1933 in seiner Wahlheimat Deutschland die Heimkehr des Alt-Österreichers nach Wien, wo er kurz nach seiner Ankunft an den Folgen eines Schlaganfalls starb.

## Filmografie
- 1910: Schmidt will nicht heiraten
- 1913: Aus eines Mannes Mädchenzeit
- 1914: Die zerbrochene Puppe
- 1914: Wollen Sie meine Tochter heiraten?
- 1916: Die Klabriaspartie
- 1916: Die Bierleitung
- 1916: Heiratskontor Lindenbaum
- 1916: Ein toller Einfall
- 1917: Fortunios Liebeslied
- 1918: Das Adoptivkind
- 1922: Der bekannte Unbekannte
- 1922: Sie und die Drei
- 1923: Der Tiger des Zirkus Farini
- 1924: Dr. Wislizenus
- 1924: Die Kleine aus der Konfektion
- 1925: Aschermittwoch
- 1925: Das alte Ballhaus (2 Teile)
- 1925: Krieg im Frieden
- 1925: Gräfin Mariza
- 1926: Die drei Mannequins
- 1926: Hölle der Liebe
- 1926: Die Königin des Weltbades
- 1927: Der falsche Prinz
- 1927: Die raffinierteste Frau Berlins
- 1928: Sensations-Prozess
- 1928: Ein Tag Film
- 1929: Ja, Ja, die Frau’n sind meine schwache Seite
- 1929: Fräulein Lausbub
- 1929: Mutterliebe
- 1929: Kehre zurück! Alles vergeben!
- 1930: Der Nächste, bitte
- 1930: Ein Walzer im Schlafcoupé
- 1930: Liebling der Götter
- 1930: Die blonde Nachtigall
- 1930: Zapfenstreich am Rhein
- 1931: Der Liebesarzt
- 1931: Das Geheimnis der roten Katze
- 1931: Der Herr Bürovorsteher
- 1931: Keine Feier ohne Meyer
- 1931: Berlin – Alexanderplatz
- 1931: Man braucht kein Geld
- 1932: Aus einer kleinen Residenz
- 1932: Ballhaus Goldener Engel
- 1932: Großstadtnacht